# Обіхіро (аеропорт)
Аеропорт Обіхіро (яп. 帯広空港, おびひろくうこう, обіхіро куко; англ. Obihiro Airport) — особливий регіональний вузловий аеропорт в Японії, розташований в місті Обіхіро префектури Хоккайдо. Розпочав роботу з 1981 року. Спеціалізується на внутрішніх авіаперевезеннях. Будівля аеропорту спроєктована японським архітектором Курокавою Кісьо. Інші назви — аеропорт Токаті-Обіхіро.